# John Murray Forbes (diplomático)
John Murray Forbes fue un diplomático estadounidense con actuación en la República Argentina durante la década de 1820.

## Biografía
John Murray Forbes nació en San Agustín (Florida), el 13 de agosto de 1771, hijo del pastor anglicano y magistrado John Forbes (1740-1783) y de Dorothy Murray.
Ingresó al servicio exterior de su nación. Fue cónsul en Hamburgo (1802-1811), período en el cual Hamburgo pasó de ciudad libre a ser ocupada por Napoleón Bonaparte, y cónsul general en Stettin (1816-1819), parte entonces del Reino de Prusia, y actualmente ciudad polaca.
Cuando se disponía a asumir un puesto comercial en Europa, en 1820 fue enviado por el Departamento de Estado en carácter de agente comercial a la ciudad de Buenos Aires en reemplazo de John C. Zimmerman, donde permanecería hasta su muerte.
Las instrucciones del secretario de estado John Quincy Adams hacían especial hincapié en resolver los daños que provocaba la actividad corsaria de las Provincias Unidas del Río de la Plata, especialmente en el área del Caribe.
Pocos meses antes de su llegada en octubre de 1820 el gobierno nacional se había disuelto en el período histórico conocido como la Anarquía del Año XX, por lo que Forbes debió tratar con el gobierno de la provincia de Buenos Aires encabezado desde septiembre por Martín Rodríguez y su ministro de gobierno Bernardino Rivadavia.
La actividad corsaria, que había causado grandes pérdidas al comercio español y había sido una indudable fuente de riqueza para capitanes y armadores estadounidenses, había decaído y las ventajas estratégicas que podía ahora aportar a un movimiento revolucionario triunfante eran escasas. El gobierno de Buenos Aires aceptó el cese del corso y en octubre de 1821 decretó la supresión de la concesión de patentes de corso y ordenó el cese de toda actividad.
Otro de los puntos tensos de la relación entre ambas naciones pasaba por los privilegios comerciales concedidos a Gran Bretaña y, ligado a esta cuestión, el reconocimiento de la independencia Argentina. Forbes trasladó al gobierno bonaerense que su gobierno rechazaba otorgar el reconocimiento de la independencia a cambio de ventajas comerciales, y expresó su deseo de que tales privilegios exclusivos no serían concedidos a ninguna otra nación.
En realidad, la posición del gobierno estadounidense estaba dividida. Quincy Adams se negaba a reconocer a los nuevos estados para evitar la posible intervención europea en el hemisferio y en razón de la evidente inestabilidad política interna y externa del gobierno revolucionario.
Por otra parte, el secretario del tesoro William H. Crawford y el secretario de defensa John C. Calhoun mantenían una posición intervencionista favorable al reconocimiento de los nuevos estados. Esa posición coincidía con la del presidente James Monroe e incluso con buena parte de la oposición liderada en el Congreso por Henry Clay.
Forbes pudo comprobar pese a la crisis política interna la marcha irreversible hacia la independencia, especialmente tras la ocupación de Lima por José de San Martín, y se mostró en sus despachos favorable a su urgente reconocimiento.
El 8 de marzo de 1822 Monroe pidió la autorización del Congreso para el reconocimiento, el 19 de ese mes la comisión correspondiente dio despacho favorable y el 28 de marzo ambas cámaras del Congreso norteamericano votaron favorablemente. 
La noticia llegó a Buenos Aires el 22 de mayo y Forbes la comunicó al ministro Rivadavia al día siguiente. Forbes informò que "El Gobierno y todos aquellos capaces de valorar su influencia moral se manifestaron encantados con la noticia. La oposición y los ingleses movilizaron todos sus resortes para desacreditarla, vinculándola con rumores sin fundamento que en el mismo sentido se habían hecho circular en ocasiones anteriores; pero no logrando desvirtuarla hicieron todo lo posible para restarle importancia. Los ingleses, sobre todo, con el espíritu egoísta que preside su propia política, se preguntaban: ¿Qué era lo que Estados Unidos iban a recibir en pago por este acto de protección?"
La intervención francesa en apoyo de Fernando VII de España y las noticias del Memorándum Polignac por el que Gran Bretaña había arrancado del gobierno francés el compromiso de no intervenir en Hispanoamérica impulsó que en diciembre de 1823 se enunciara la Doctrina Monroe que se oponía a la colonización europea en el hemisferio.
El primer representante diplomático de los Estados Unidos frente a las Provincias Unidas, Caesar Augustus Rodney (1772-1824), enfermó durante su viaje y tras ser friamente recibido por Rivadavia, falleció en mayo de 1824, al poco tiempo de haber presentado sus credenciales. Forbes atribuyó esa actitud al apremio financiero del gobierno sudamericano y su necesidad de crear las mejores condiciones para recibir al cónsul británico en momentos en que se negociaba el empréstito con la Baring Brothers.
El 9 de marzo de 1825 Forbes fue nombrado como nuevo encargado de negocios y presentó sus credenciales ante el restaurado gobierno de la República Argentina el 20 de agosto de 1825. Rivadavia, de quien Forbes afirmaba que "dice sus plegarias y consagra todos sus votos a Europa" era ahora presidente de la nación. 
Al estallar la Guerra del Brasil el gobierno argentino tanteó a Forbes para saber si los Estados Unidos consideraban aplicable la Doctrina Monroe al nuevo conflicto y apoyarían consecuentemente a la República Argentina en su guerra con el Imperio de Brasil. Forbes dio traslado a la cuestión a su gobierno que tras casi dos años respondió a través del nuevo secretario de estado Henry Clay que la doctrina no era aplicable a la cuestión de la Banda Oriental y que Estados Unidos se mantendría neutral en la guerra.
En 1829 Forbes conoció a Juan Manuel de Rosas, a quien juzgó favorablemente.
Después de varios años de enfermedad, falleció en el ejercicio de su cargo en la ciudad de Buenos Aires el 14 de junio de 1831, a los 60 años de edad. Fue inhumado en el Cementerio del Socorro el 16 de junio de 1831. Sus restos fueron trasladados en 1892 al Cementerio Británico de Buenos Aires.
Sus notas y correspondencia fueron compiladas y publicadas, siendo una importante fuente para conocer ese período histórico.
Su hermano Ralph Bennet Forbes casó con Margaret Perkins y el hijo de estos, también llamado John Murray Forbes (1813-1898) fue uno de los principales magnates de los ferrocarriles y de los más destacados abolicionistas en su país.